# Andy Russell
Andy Russell (Los Angeles, 6 de setembro de 1919 - Sun City, 16 de abril de 1992) foi um cantor e ator norte-americano.

## Biografia
Andy Russell, cujo nome original era Andres Rabago, nasceu em Los Angeles. Começou sua carreira como cantor e baterista de várias bandas até atingir o estrelato no mesmo período de Frank Sinatra e Perry Como. Sua gravação de Besame Mucho foi o primeiro de uma série de single a vender milhões de cópias, seguida por What a Difference a Day Makes, Laughing on the Outside, Magic Is the Moonlight e Amor.
A grande chance de Russell veio em 1947, quando ele substituiu Sinatra como o vocalista no programa de rádio Your Hit Parade. Ele trabalhou extensivamente na América Latina na década de 1950 e 60, estrelando em vários filmes e apresentando o programa The Andy Russell Show na televisão argentina de 1956-1965.
No final dos anos 60, Russell aos Estados Unidos, mas nunca recuperou a aclamação que havia alcançado no país.

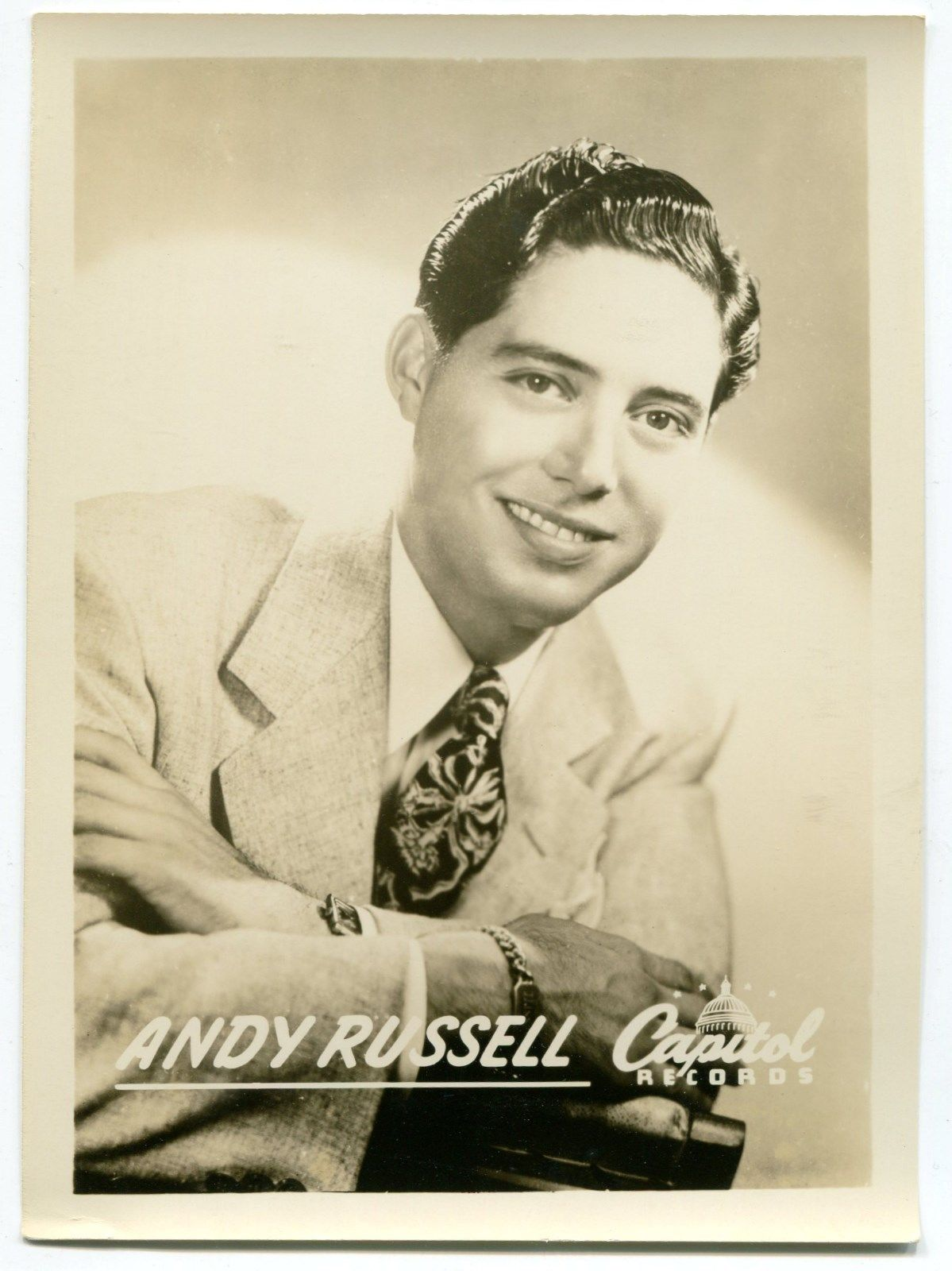
Andy em 1946.

## Morte
Depois de sofrer um derrame paralisante em fevereiro de 1992 seguido por outro derrame em 12 de abril de 1992, Russell morreu de complicações no Hospital St. Joseph em Sun City, Phoenix, Arizona, em 16 de abril de 1992, aos 72 anos de idade.

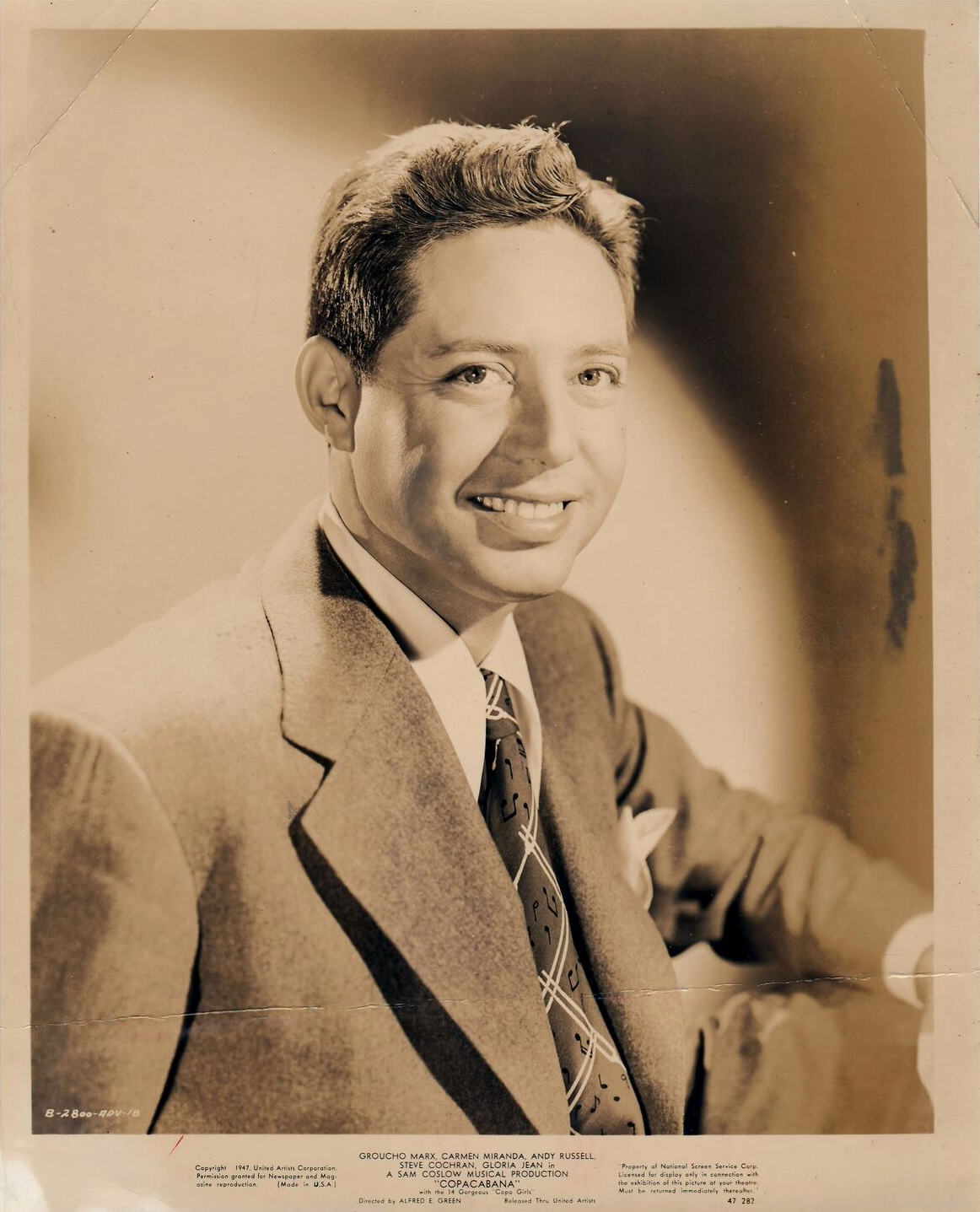
Andy em Copacabana 1947